# Friedrich Karl Gollmick
Friedrich Karl Gollmick (* 27. September 1774 in Berlin; † 2. Juli 1852 in Frankfurt am Main) war ein deutscher Opernsänger (Tenor).
Er war mit Henriette Thekla von Holbach verheiratet und arbeitete als Kabinettssekretär des Generals Graf von Schwerin. Zwischen 1792 und 1822 trat er als Tenor auf vielen Opernbühnen Deutschlands auf, anschließend wurde er Theaterdirektor. 1852 starb Gollmick als Musik- und Gesangslehrer in Frankfurt am Main. Sein Sohn war der Komponist Carl Gollmick.